# بيرسي بروك
بيرسي بروك (بالإنجليزية: Percy Brooke)‏ (1 مايو 1893 في المملكة المتحدة - 1971 في المملكة المتحدة) هو لاعب كرة قدم بريطاني (وحمل سابقاً جنسية المملكة المتحدة لبريطانيا العظمى وأيرلندا) في مركز الدفاع. لعب مع ستوك سيتي وسويندون تاون ونادي أكرينغتون ستانلي وAberdare Athletic F.C. ‏ وأكرينجتون ستانلي ‏.